# Iosif Koczłamazaszwili
Iosif Dmitrijewicz Koczłamazaszwili (gruz. იოსებ კოჭლამაზაშვილი, ur. 1906, zm. 1969) – radziecki działacz partyjny i państwowy.

## Życiorys
Od 1924 należał do RKP(b), był funkcjonariuszem Komsomołu w Adżarskiej ASRR i działaczem związkowym w Adżarskiej ASRR i Gruzińskiej SRR, później funkcjonariuszem partyjnym. Od 13 kwietnia 1937 był p.o. I sekretarza, a od 1937 do 23 lutego 1938 I sekretarzem Adżarskiego Komitetu Obwodowego Komunistycznej Partii (bolszewików) Gruzji, do 31 sierpnia 1938 II sekretarzem KC KP(b)G, a od 8 lipca 1938 do 24 marca 1947 przewodniczącym Rady Najwyżej Gruzińskiej SRR. Jednocześnie od września 1938 do 11 maja 1943 był przewodniczącym Komitetu Wykonawczego Rady Miejskiej Tbilisi, od 12 maja 1943 do 10 kwietnia 1946 zastępcą przewodniczącego Rady Komisarzy Ludowych Gruzińskiej SRR ds. hodowli, od 10 kwietnia 1946 do 18 marca 1947 ministrem hodowli Gruzińskiej SRR i do 13 stycznia 1949 ministrem przemysłu mięsnego i mleczarskiego Gruzińskiej SRR. Od listopada 1948 do 16 kwietnia 1953 był przewodniczącym Gruzińskiej Republikańskiej Rady Związków Zawodowych, jednocześnie do 14 kwietnia 1953 członkiem Biura KC KP(b)G/Komunistycznej Partii Gruzji, od 14 kwietnia do 20 września 1953 zastępcą członka Biura KC KPG, a od 15 kwietnia 1953 ministrem handlu Gruzińskiej SRR.

## Odznaczenia
- Order Lenina
- Order Czerwonego Sztandaru Pracy (dwukrotnie)
- Order Czerwonej Gwiazdy